# Terror Squad (groupe)
Pour les articles homonymes, voir Terror Squad.
Terror Squad est un groupe de hip-hop américain, originaire de New York. Formé en 1998 par Fat Joe,  Terror Squad débute initialement dans l'album Don Cartagena de Fat Joe. Terror Squad fait paraître son premier album studio, The Album, en 1998, présentant son single à succès Whatcha Gon' Do, principalement crédité par Big Pun, décédé à la suite d'une crise cardiaque en 2000. À la suite du décès de Big Pun, des anciens partenaires Cuban Link et Triple Seis (en) quittent le groupe et se voient remplacés par Remy Martin (plus tard connue sous le nom de Remy Ma). 

## Biographie
En 1998, les membres de Terror Squad débute comme groupe dans l'album de Fat Joe, Don Cartagena. Terror Squad, à ses débuts et pour l'album The Album, se compose des rappeurs Fat Joe, Big Pun, Cuban Link, Prospect, Armageddon, et Triple Seis (en). Tandis que le groupe est en inactivité, à la suite du décès de Pun, la majorité des anciens membres basculent dans l'obscurité ; Fat Joe obtient plus de succès grâce à sa carrière solo. Le groupe se réunit de nouveau pour enregistrer son second album, True Story, en 2004. Il présente le titre Lean Back, produit par Scott Storch, qui a atteint la première place du Billboard Hot 100 et la 24e des classements britanniques. Un remix de Lean Back avec Lil Jon, Mase et Eminem est commercialisé sur l'album de Fat Joe, All or Nothing (2005). Bien que l'album n'ait atteint les classements, Fat Joe et Remy, qui ont contribué à Lean Back, débutent l'enregistrement de leurs albums solo à succès en 2006. Fat Joe commente, lors d'une entrevue en 2006, qu'Armageddon et Prospect sont devenus, selon ses termes, des « flemmards »
Terror Squad signe au label Koch Records l'année suivante. Hormis les trois anciens membres, DJ Khaled et Cool & Dre jouent régulièrement avec Tony Sunshine,. Mais Tony Sunshine quitte Terror Squad afin de poursuivre une carrière solo.

## Discographie

### Albums studio
| Année | Titre | Classement | Classement |
| Année | Titre | US         | US R&B     |
| ----- | --- | ---------- | ---------- |
| 1999  | The Album - Parution : 21 septembre 1999 - Label : Atlantic (83232) - Format : CD, téléchargement, vinyle     | 22         | 4          |
| 2004  | True Story - Parution : 27 juillet 2004 - Label : Universal (000280602) - Format : CD, téléchargement, vinyle | 7          | 1          |

### Singles
| Année                                                    | Titre                                                                      | Classement | Classement | Classement | Certifications | Album      |
| Année                                                    | Titre                                                                      | US         | US R&B     | US Rap     | Certifications | Album      |
| -------------------------------------------------------- | -------------------------------------------------------------------------- | ---------- | ---------- | ---------- | -------------- | ---------- |
| 1999                                                     | Whatcha Gon' Do? (de Big Pun)                                              | —          | —          | —          |                | The Album  |
| 1999                                                     | Tell Me What U Want (de Fat Joe, Armageddon, Cuban Link, et Tony Sunshine) | —          | —          | —          |                | The Album  |
| 2004                                                     | Yeah, Yeah, Yeah (de Remy Ma et Fat Joe)                                   | —          | 75         | —          |                | True Story |
| 2004                                                     | Lean Back (de Fat Joe et Remy Ma)                                          | 1          | 1          | 1          | - US : Or      | True Story |
| 2004                                                     | Take Me Home (de Fat Joe, Tony Sunshine, Remy Ma, et Armageddon)           | 62         | 22         | 19         |                | True Story |
| « — » montre qu'aucune place n'est atteint dans ce pays. |                                                                            |            |            |            |                |            |